# Pure Rock Fury
Pure Rock Fury – piąty album zespołu Clutch, wydany w marcu 2001 roku. Na albumie gościnnie występują: Scott Weinrich, Leslie West, oraz Dan Soren i Joe Selby z Sixty Watt Shaman. Album wydał mniejszy hit "Careful With That Mic..." rapowo-metalową parodię, którą College Music Journal pochwalił za inteligentne rymy. Utwór "Immortal" pojawił się w grze Hitman: Kontrakty, natomiast "Pure Rock Fury" w MotorStorm: Pacific Rift.

## Lista utworów
| 1 .  | American Sleep                                         | 4:18    |
|      |                                                        |         |
| 2 .  | Pure Rock Fury                                         | 3:21    |
|      |                                                        |         |
| 3 .  | Open Up the Border                                     | 3:45    |
|      |                                                        |         |
| 4 .  | Careful With that Mic...                               | 3:27    |
|      |                                                        |         |
| 5 .  | Red Horse Rainbow                                      | 5:58    |
|      |                                                        |         |
| 6 .  | The Great Outdoors!                                    | 3:47    |
|      |                                                        |         |
| 7 .  | Smoke Banshee                                          | 3:33    |
|      |                                                        |         |
| 8 .  | Frankenstein                                           | 5:41    |
|      |                                                        |         |
| 9 .  | Sinkemlow                                              | 3:55    |
|      |                                                        |         |
| 10 . | Immortal (cover utworu Lesliego Westa "Baby I'm Down") | 3:39    |
|      |                                                        |         |
| 11 . | Brazenhead                                             | 6:28    |
|      |                                                        |         |
| 12 . | Drink to the Dead                                      | 5:58    |
|      |                                                        |         |
| 13 . | Spacegrass (live)                                      | 7:28    |
|      |                                                        |         |
|      |                                                        | 1:01:18 |
|      |                                                        |         |

## Udział przy tworzeniu
- Neil Fallon – wokalista, gitara elektryczna, Perkusja
- Tim Sult – gitary
- Jean Paul Gaster – bębny, perkusja
- Dan Maines – gitara basowa

## Pozycje na listach
Album
| Rok  | Lista                  | Pozycja |
| ---- | ---------------------- | ------- |
| 2001 | The Billboard 200      | #135    |
| 2001 | Top Independent Albums | #3      |

Single
| Rok  | Utwór                      | Lista                  | Pozycja |
| ---- | -------------------------- | ---------------------- | ------- |
| 2001 | "Careful With That Mic..." | Mainstream Rock Tracks | #24     |